# ペア・ノアゴー

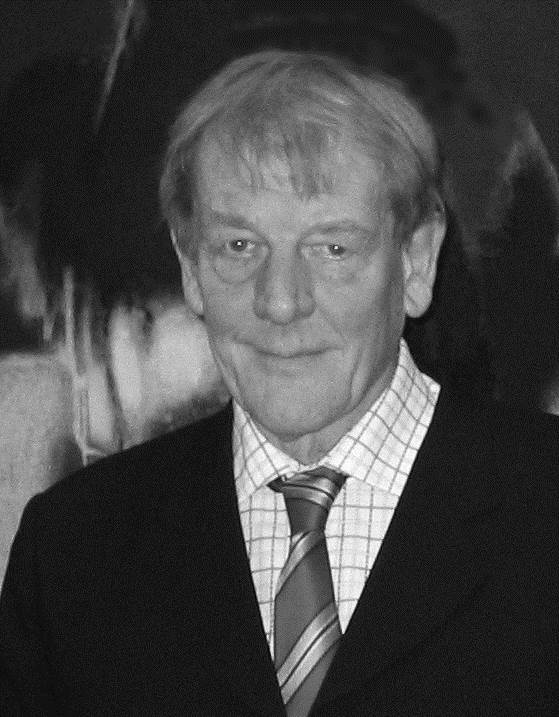
ノアゴー

ペア・ノアゴー（Per Nørgård [ˈpʰeɐ̯ ˈnɶɐ̯ɡ̊ɒːˀ]、1932年7月13日 - 2025年5月28日?）は、デンマークの現代音楽の作曲家。ペア・ネアゴー、ペーア・ノアゴーなどとも表記される。

## 来歴
ゲントフテで生まれた。デンマーク音楽アカデミーで音楽を学び、ヴァン・ホルンボーやナディア・ブーランジェに師事した。ノアゴーは最初、北欧の音楽様式、特にシベリウスやニールセン、ホルンボーなどの影響を受けていた。その後1960年代になって、セリエル音楽を発展させた独自の作曲手法「無限セリー」を開発した。この手法は自身の交響曲第2番や第3番、『黄金の幕への航海』(Voyage into the Golden Screen) など、主に1960年代から70年代の作品に用いられた。
後年になって、ノアゴーはスイスのアウトサイダーアーティストであるアドルフ・ヴェルフリの作品に関心を持ち、大きな影響を受けた。ヴェルフリの作品に影響を受けた作品としては、交響曲第4番や『パパラギ』（ギター独奏曲）などが挙げられる。
ノアゴーは主要なジャンル全てについて楽曲を制作している。オペラ6曲、バレエ2曲、交響曲8曲を筆頭に、管弦楽曲、協奏曲、合唱曲、歌曲、多数の器楽曲、弦楽四重奏曲10曲などを作曲している。またギター独奏曲も多く作曲しており、そのほとんどはデンマークのギタリスト、エーリング・モルドルップのために作曲された。
ノアゴーの楽曲で最も有名なものの一つは、パーカッションの独奏曲である『易経』（I Ching、1982年）である。この曲は、デンマークのパーカッショニストであるゲルト・モーテンセンのために作曲された。また映画音楽も手がけており、『バベットの晩餐会』（1987年）などの音楽を担当している。
ノアゴーはまた文筆家としても活動し、主に音楽についての文章を書いている。そこでは、音楽について技術的な面からだけでなく、哲学的な視点から書かれたものもある。2016年エルンスト・フォン・ジーメンス音楽賞受賞。
2025年5月28日に訃報が発表された。92歳没。

## 音楽

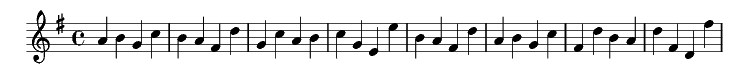
無限セリーの例 (はじめの32音)

ノアゴーの音楽の特徴として、セリエル音楽をもとに自ら開発した無限セリー (デンマーク語：Uendelighedsrækken)という作曲様式があげられる。その作曲方法は、そこで用いられる音がフラクタルに比べて果てしなく自己相似性を持つ、という特徴をもつ。数学的には、無限セリーは整数列であり、もっとも単純な最初の数音は、 0, 1, −1, 2, 1, 0, −2, 3, …といった数列になる。
ノアゴーはメロディにおける無限セリーを1959年に発見し、1960年代の自身の作品にその方法を多く取り入れている。しかし、1968年の『黄金の幕への航海』（Voyage into the Golden Screen）や、交響曲第2番（1970年）までは、楽曲全体の構成には無限セリーを取り入れていなかった. また1970年代初頭には、和音における無限セリーとリズムにおける無限セリーを開発し、交響曲第3番（1972年 - 1975年）で初めて、メロディにおける無限セリーを含めた3つの無限セリーが全て用いられた。

## 主要な作品

### オペラ
- ギルガメッシュ

### 交響曲
- 交響曲第1番「厳格な交響曲」（1953年 - 1955年）
- 交響曲第2番（1970年）
- 交響曲第3番（英語版）（1972年 - 1975年）
- 交響曲第4番「インドのバラの庭と中国の魔女の湖」（1981年）
- 交響曲第5番（1990年）
- 交響曲第6番「結局のところ」 （1998年 - 1999年）
- 交響曲第7番（2006年）
- 交響曲第8番（2011年）

### 協奏曲
- 星座 - 12の弦楽器のための協奏曲（1958年）
- 明るい夜 - ヴァイオリンと管弦楽のための4つの楽章（1986年 - 1987年）
- ヴァイオリン協奏曲第2番「境界線」
- Spaces of Time (時の空間) オーケストラとピアノのための (1991年) (サントリーホール国際作曲委嘱シリーズ委嘱作品 No.14)
- ピアノ協奏曲「二つのテンポの協奏曲」 （1994年 - 1995年）

### 器楽曲
- 三重奏曲第1番 Op.15（1955年）

### ピアノ曲
- ピアノソナタ第2番 Op.20
- 易経（1982年）